# AGRO
AGRO (rus: АГРО) ist die Leitmesse für Landwirtschaft, Landtechnik, Viehzucht und Bioenergie der Ukraine und wurde erstmals im Jahre 1988 im Nationalen Messezentrum Expocenter der Ukraine veranstaltet. Diese größte und bedeutendste Leistungsshow der Ukraine findet alljährlich im Juni in der Hauptstadt Kiew statt. 
Bestandteil der AGRO sind die Veranstaltungen ExpoAgroTech (landwirtschaftliche Maschinen und Geräte), die Animal’EX (Viehzucht, Tierhaltung und Veterinärmedizin), die PlantGrowing & AGRO-Chemie (Pflanzenzucht und Agrochemie), die AGRO Transport & Logistika, die HighTechAGRO, die EquiWorld (Pferdezucht und Pferdesport, erstmals 2004), die AGRO Build-Expo (Agrarbau), die Mushroom (Pilzindustrie), die FishExpo (Fischzucht und Fischwirtschaft), die ECO-House, die Organic (Bio-Produkte und Biotechnologien), die Modern Farmer sowie die BioFuel (Erneuerbare und Alternative Energien).

## Veranstalter
Veranstalter der ukrainischen Leitmesse AGRO ist das Ministerium für Agrarpolitik und Ernährung der Ukraine. Veranstalter der Bundesbeteiligung an der AGRO ist das Bundesministerium für Ernährung und Landwirtschaft (BMEL). Veranstalter des Firmengemeinschaftsstand des Landes Rheinland-Pfalz auf der BioFuel ist das Ministerium für Wirtschaft, Klimaschutz, Energie und Landesplanung Rheinland-Pfalz, die Industrie- und Handelskammer für Rheinhessen und Mittel- und Osteuropazentrum Rheinland-Pfalz GmbH (MOEZ). Veranstalter des USA-Pavillons auf der AGRO 2018 ist der United States Commercial Service, eine Abteilung des Handelsministerium der Vereinigten Staaten, und die Botschaft der Vereinigten Staaten in Kiew.

## Messe 2018
Die XXX. Internationale Landwirtschaftsmesse AGRO 2018 fand vom 6. bis 9. Juni 2018 auf 34.200 m² Ausstellungsfläche im Expocenter of Ukraine in Kiew, Ukraine, statt. 1.308 Aussteller aus 17 Ländern präsentierten ca. 185.000 Besuchern aus 39 Ländern ihre Produkte und Dienstleistungen im landwirtschaftlichen Bereich. Zum 30. Jubiläum wurde in Zusammenarbeit mit dem United States Commercial Service und der Botschaft der Vereinigten Staaten in Kiew zum ersten Mal in der Geschichte der AGRO ein US-Pavillon durchgeführt. Auf der Messe wurden 57 Veranstaltungen, darunter Konferenzen, Seminare und Präsentationen für rund 83.000 Fachbesucher angeboten.